# Духцовский замок

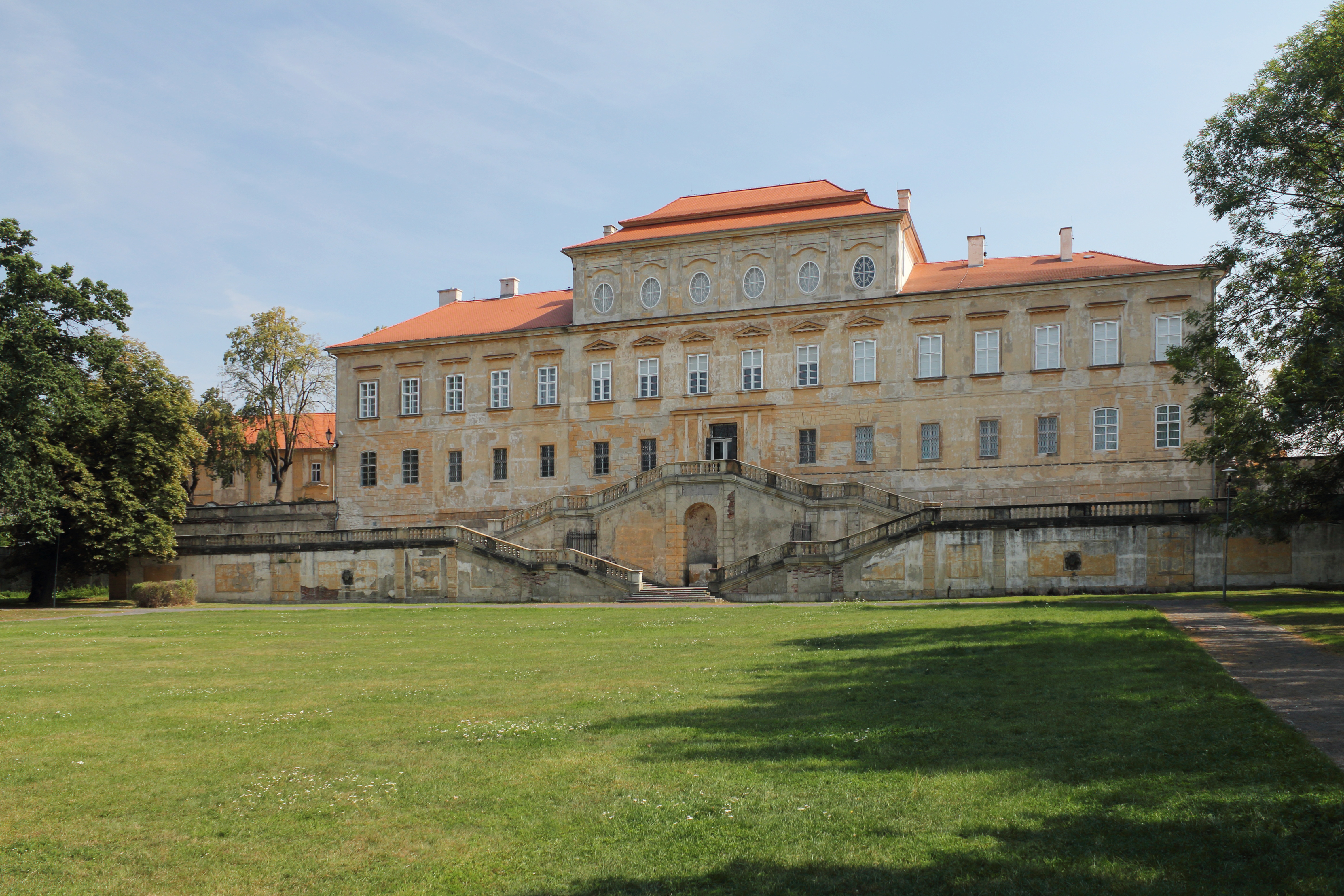
Усадебный дом в 2019 году. Вид со стороны парка

Духцовский дворец-замок (нем. Dux, Дукс) — загородная резиденция одной из ветвей графского рода Вальдштейнов, расположенная в местечке Духцов, в 8 км от Литвинова на севере Чехии. Охраняется как памятник культуры с 1958 года и как национальный памятник культуры с 2002 года.
Возник в XIII веке как укрепление феодалов Грабишичей. В XVI веке Лобковицы на месте замка выстроили ренессансный дворец, который в середине XVII века перешёл по наследству к Вальдштейнам. Для перестройки резиденции в стиле барокко был приглашён Жан Батист Матеи, уже построивший Тройский замок под Прагой. Он не только возвёл новый господский дом, но и спроектировал хозяйственные пристойки, больничный корпус и регулярный парк. Над украшением резиденции Вальдштейнов в XVIII веке работали такие видные мастера, как Матиаш Бернард Браун и Венцель Лоренц Райнер.
Духцовский замок знаменит главным образом тем, что в нём провёл свои преклонные лета в качестве смотрителя библиотеки авантюрист Джакомо Казанова. Именно здесь были написаны его знаменитые мемуары. После Кульмского сражения в замке останавливался император Александр I. В XIX веке и дворец, и парк подверглись существенным переделкам. В 1921 г. Вальдштейны уступили усадьбу государству.